# José Luis Munuera Montero
José Luis Munuera Montero (Jaén, Andalusia, 19 de maig de 1983) és un àrbitre de futbol espanyol de la Primera Divisió d'Espanya. Pertany al Comitè d'Àrbitres d'Andalusia.
Va debutar el 22 d'agost de 2016 en primera divisió en un partit que va enfrontar el Real Club Celta de Vigo contra el Club Deportivo Leganés (0-1).
Hi va haver polèmica en la primera jornada de Lliga de la temporada 2020-21, durant el partit Celta de Vigo - Atlètic de Madrid quan va ser molt criticat per la seva actuació i posterior redacció de l'acta del partit.

## Trajectòria
Després de tres temporades en Segona Divisió, on va dirigir 61 partits, aconsegueix l'ascens a Primera Divisió d'Espanya conjuntament amb el col·legiat de La Rioja Daniel Ocón Arráiz i el col·legiat de Tenerife Daniel Jesús Trujillo Suárez. La RFEF li va fer un petit vídeo de presentació.

## Internacional
Al juny de 2018 es va anunciar que Munuera Montero aconseguia la internacionalitat a partir de l'any 2019.

## Temporades
| Categoria          | País    | Any       | Partits |
| ------------------ | ------- | --------- | ------- |
| Segona Divisió "B" | Espanya | 2010-2013 | 38      |
| Segona Divisió     | Espanya | 2013-2016 | 62      |
| Primera Divisió    | Espanya | 2016-     | 56      |
| Àrbitre FIFA       | Món     | 2019-     |         |

## Premis
- Trofeu Vicente Acebedo (1): 2016